# Padureso (Padureso)
Padureso is een bestuurslaag in het regentschap Kebumen van de provincie Midden-Java, Indonesië. Padureso telt 1608 inwoners (volkstelling 2010).